# Ignatz Leo Nascher

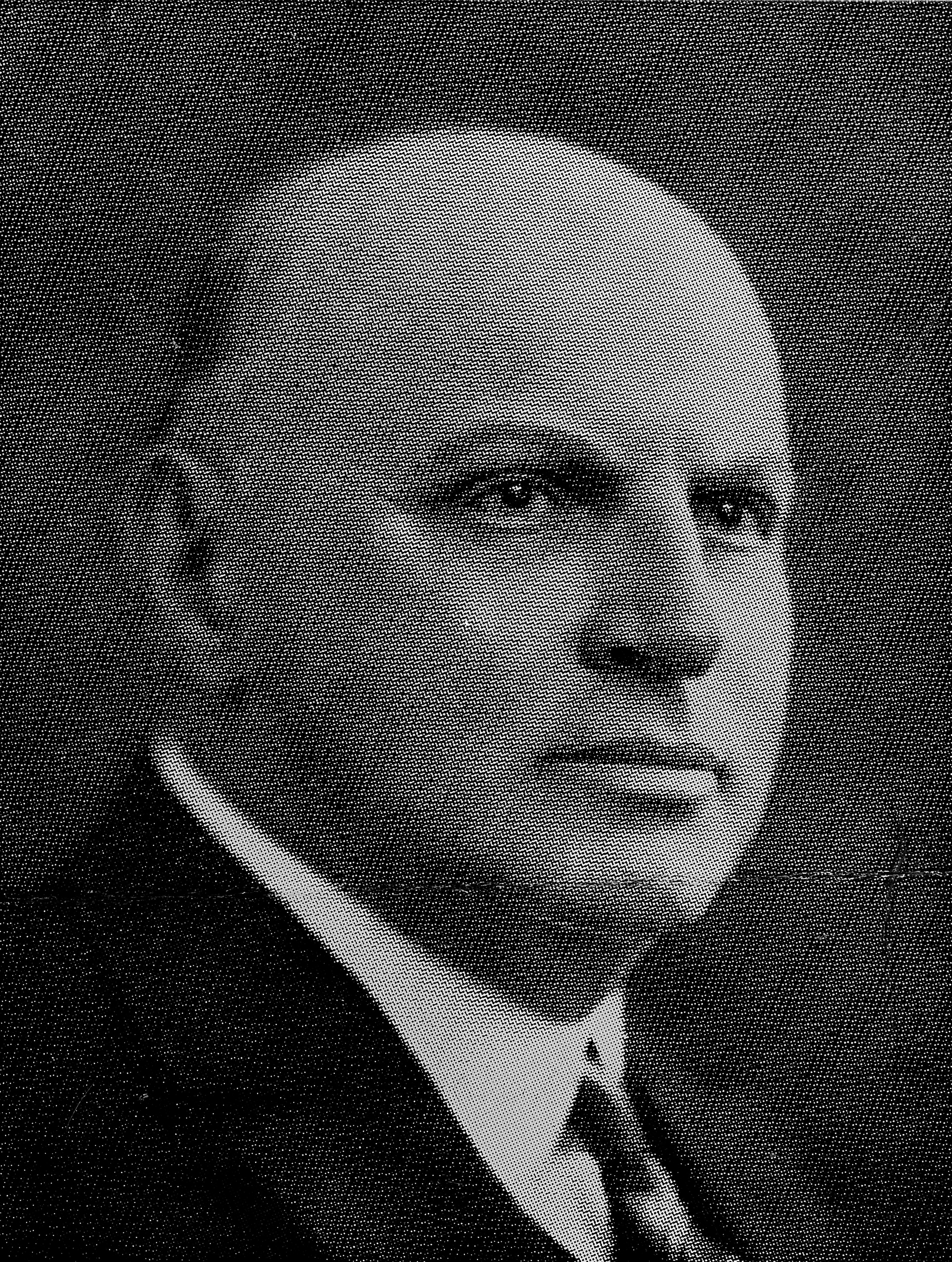
Ignatz Leo Nascher

Ignatz Leo Nascher (* 1863 in Wien; † 1944) war ein US-amerikanischer Mediziner österreichischer Herkunft und Begründer des Begriffs Geriatrie.

## Leben
Ignatz Leo Nascher ist in Wien aufgewachsen. Er wanderte nach Amerika aus und studierte Medizin und arbeitete ab 1885 am Mount Sinai Hospital in New York.

## Vater der Geriatrie
Als Ignatz Leo Nascher 1908 in Österreich das für damalige Verhältnisse hochmoderne Versorgungsheim Lainz besuchte, fiel ihm die geringe Sterberate der Bewohner auf. Ein Arzt erklärte Nascher das Betreuungskonzept folgendermaßen: Wir verfahren mit den Insassen so wie der Pädiater mit seinen Kindern. Nascher prägte daraufhin den Begriff Geriatrie (in Anlehnung an die Pädiatrie) für die Medizin bei alten Menschen.
Die Stadt Wien vergibt jährlich den Ignatius-Nascher-Preis.
| Personendaten    | Personendaten               |
| ---------------- | --------------------------- |
| NAME             | Nascher, Ignatz Leo         |
| ALTERNATIVNAMEN  | Nascher Ignatius            |
| KURZBESCHREIBUNG | US-amerikanischer Mediziner |
| GEBURTSDATUM     | 1863                        |
| GEBURTSORT       | Wien                        |
| STERBEDATUM      | 1944                        |